# Ypthima vinsoni
Ypthima vinsoni är en fjärilsart som beskrevs av Guénée 1865. Ypthima vinsoni ingår i släktet Ypthima och familjen praktfjärilar. Inga underarter finns listade i Catalogue of Life.